# Белорусско-лесотские отношения
Белорусско-лесотские отношения — двусторонние отношения между Беларусью и Лесото.

## История
До 1991 года отношения между Беларусью и Лесото осуществлялись в рамках отношений между Лесото и СССР. По состоянию на 2013 год между странами не было дипломатических отношений.

## Экономические отношения
В 2011 году двусторонний товарооборот между Беларусью и Лесото составил 9 тысяч долларов. В 2011 году экспорт Лесото в Беларусь составил 9 тысяч долларов. В 2016 году Беларусь поставила в Лесото партию древесины.